# Bleeksporige vezelkop
De bleeksporige vezelkop (Inocybe soluta) is een schimmel behorend tot de familie Inocybaceae. Hij groeit onder naaldbomen, bij uitzondering onder loofbomen, op zuur, humusarme zandgrond. Hij vorm een ectomycorrhiza. Hij komt vooral voor in naaldbossen onder fijnspar en den (meestal op minder vochtige plaatsen). Vruchtlichamen komt voor van augustus tot en met oktober.

## Kenmerken

### Uiterlijke kenmerken
Hoed
De hoed is 2 tot 4 cm in diameter. De kleur is hazelnootbruin en bij oudere exemplaren soms zwartbruin. Het oppervlak is radiair vezelig.  Jonge exemplaren hebben een gordijn.
Lamellen
De lamelsnede is wit-bewimperd.
Steel
De steel is niet verdikt aan de basis. De steel heeft dezelfde kleur als de hoed. Bij oudere exemplaren wordt de basis donkerder.
Geur
De geur is zwak spermatisch.

### Microscopische kenmerken
De sporen zijn klein en hoekig. De sporenmaat is 7,0 tot 7,5(-8,0) × 5,0 tot 6,0 µm. Het Q-getal is 1,2 tot 1,4. Cheilo- en pleurocystidia meten 51 tot 60(-64) × (15-)18 tot 22(-23) µm. Ze zijn knotsvormig tot fusiform en dunwandig. De wand is minder dan 1 µm. Caulocystidia zijn afwezig.

## Verspreiding
De bleeksporige vezelkop komt voor in Europa en Noord-Amerika. In Nederland komt hij vrij algemeen voor. Hij staat niet op de rode lijst is niet bedreigd.